# Bosco della Frattona
Bosco della Frattona este o arie protejată (arie specială de conservare — SAC, sit de importanță comunitară — SCI) din Italia întinsă pe o suprafață de 392 ha, integral pe uscat.

## Localizare
Centrul sitului Bosco della Frattona este situat la coordonatele 44°21′13″N 11°39′40″E / 44.353611°N 11.661111°E.

## Înființare
Situl Bosco della Frattona a fost declarat sit de importanță comunitară în iunie 1995 pentru a proteja 22 de specii de animale. Situl a fost protejat și ca arie specială de conservare în martie 2019.

## Biodiversitate
Situată în ecoregiunea continentală, aria protejată conține 7 habitate naturale: Galerii de Salix alba și de Populus alba, Peșteri inaccesibile publicului, Formațiuni de Juniperus communis pe lande sau pajiști calcaroase, Pajiști uscate seminaturale și facies de acoperire cu tufișuri pe substraturi calcaroase (Festuco-Brometalia) (* situri importante pentru orhidee), Lacuri eutrofice naturale cu vegetație de tip Magnopotamion sau Hydrocharition, Păduri ilirice de stejar și carpen (Erythronio-Carpinion), Păduri de stejar alb estice.
La baza desemnării sitului se află mai multe specii protejate:
- păsări (14): lăstunul mare (Apus apus), cuc (Cuculus canorus), lăstun de casă (Delichon urbicum), Hippolais polyglotta, rândunică (Hirundo rustica), capîntortură (Jynx torquilla), sfrâncioc roșiatic (Lanius collurio), privighetoare (Luscinia megarhynchos), grangur (Oriolus oriolus), codroșul de pădure (Phoenicurus phoenicurus), turturică (Streptopelia turtur), silvie roșcată (Sylvia cantillans), silvie de câmp (Sylvia communis), pupăză (Upupa epops)
- amfibieni (1): Triturus carnifex
- mamifere (3): liliac cărămiziu (Myotis emarginatus), liliacul mare cu potcoavă (Rhinolophus ferrumequinum), liliacul mic cu potcoavă (Rhinolophus hipposideros)
- nevertebrate (4): croitorul mare al stejarului (Cerambyx cerdo), Euplagia quadripunctaria, rădașcă (Lucanus cervus), Osmoderma eremita

Pe lângă speciile protejate, pe teritoriul sitului au mai fost identificate 2 specii de plante, 4 specii de amfibieni, 7 specii de mamifere, 4 specii de nevertebrate, 2 specii de reptile.